# Diana Clifton-Peach
Pour les articles homonymes, voir Clifton et Peach.
Diana Cynthia Clifton-Peach, née le 17 mars 1944 à Bromley au Royaume-Uni, est une patineuse artistique britannique, double championne de Grande-Bretagne en 1958, 1961 et 1963.

## Biographie

### Carrière sportive
Diana Clifton-Peach monte plusieurs fois sur le podium des championnats de Grande-Bretagne et est notamment triple championne nationale en 1958, 1961 et 1963.
Elle représente son pays à dix championnats européens (1956 à Paris, 1957 à Vienne, 1958 à Bratislava, 1959 à Davos, 1961 à Berlin-Ouest, 1962 à Genève, 1963 à Budapest, 1964 à Grenoble, 1965 à Moscou et 1966 à Bratislava), quatre mondiaux (1956 à Garmisch-Partenkirchen, 1958 à Paris, 1963 à Cortina d'Ampezzo et 1965 à Colorado Springs) et aux Jeux olympiques d'hiver de 1964 à Innsbruck.
Elle quitte le patinage amateur après les championnats européens de 1966.

## Palmarès
| Compétition                                                                                            | 1956    | 1957    | 1958    | 1959    | 1960    | 1961    | 1962    | 1963    | 1964    | 1965    | 1966    |  |  |  |
| Jeux olympiques d'hiver                                                                                |         |         |         |         |         |         |         |         | 18e     |         |         |  |  |  |
| Championnats du monde                                                                                  | 12e     |         | 5e      |         |         | CA      |         | 11e     |         | 11e     |         |  |  |  |
| Championnats d’Europe                                                                                  | 6e      | 4e      | 4e      | 9e      |         | 9e      | 5e      | 6e      | 6e      | 6e      | 5e      |  |  |  |
| Championnats de Grande-Bretagne                                                                        | 3e      | 2e      | 1re     | 2e      |         | 1re     | 2e      | 1re     | 2e      | 2e      | 2e      |  |  |  |
| |         |         |         |         |         |         |         |         |         |         |         |  |  |  |
| Autre Compétition                                                                                      | 1955/56 | 1956/57 | 1957/58 | 1958/59 | 1959/60 | 1960/61 | 1961/62 | 1962/63 | 1963/64 | 1964/65 | 1965/66 |  |  |  |
| Trophée Richmond                                                                                       | 6e      | 5e      | 3e      | 3e      | 4e      |         |         |         |         |         |         |  |  |  |
| Légende : CA = Championnats du monde 1961 annulés à cause de la catastrophe aérienne du vol 548 Sabena |         |         |         |         |         |         |         |         |         |         |         |  |  |  |